# Vierville, Manche
Vierville är en kommun i departementet Manche i regionen Normandie i norra Frankrike. Kommunen ligger i kantonen Sainte-Mère-Église som tillhör arrondissementet Cherbourg. År 2018 hade Vierville 32 invånare.

## Befolkningsutveckling
Antalet invånare i kommunen Vierville
| Referens: INSEE |